# Lijst van hoogste gebouwen van Los Angeles

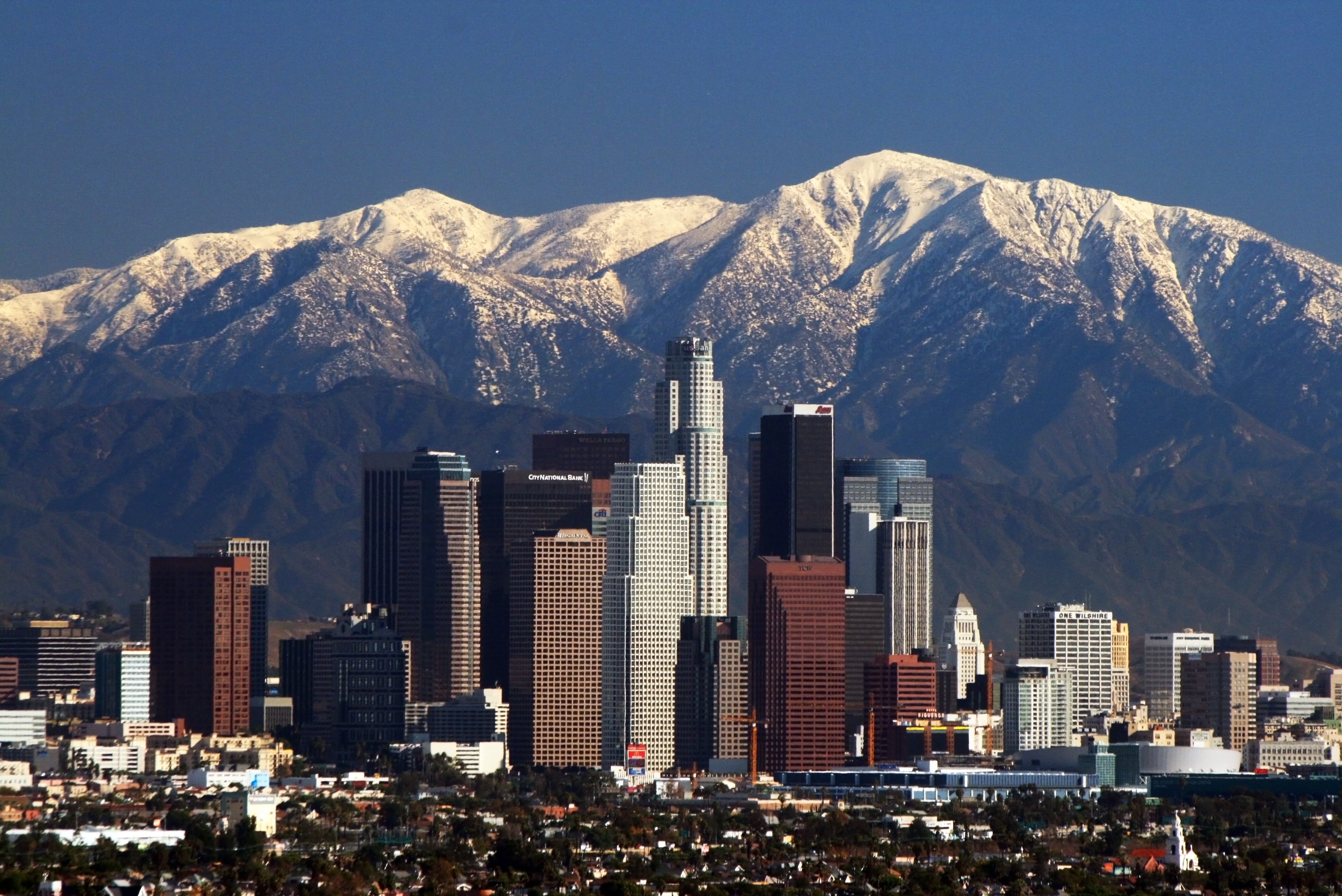
skyline van Los Angeles in 2007

Hieronder een lijst met de hoogste gebouwen in Los Angeles, Californië. De hoogste gebouwen staan in Downtown Los Angeles, het zakendistrict van Los Angeles.
| #   | Naam gebouw                                     | Afbeelding | Hoogte in m | Verdiepingen | Jaar |
| --- | ----------------------------------------------- | ---------- | ----------- | ------------ | ---- |
| 1   | Wilshire Grand Center                           |            | 335         | 73           | 2017 |
| 2   | U.S. Bank Tower                                 |            | 310         | 73           | 1989 |
| 3   | Aon Center                                      |            | 262         | 62           | 1973 |
| 4   | Two California Plaza                            |            | 229         | 54           | 1992 |
| 5   | Gas Company Tower                               |            | 228         | 52           | 1991 |
| 6   | Bank of America Center                          |            | 224         | 55           | 1974 |
| 7   | 777 Tower                                       |            | 221         | 52           | 1991 |
| 8   | Wells Fargo Center                              |            | 220         | 54           | 1983 |
| 9   | Figueroa at Wilshire                            |            | 219         | 53           | 1990 |
| 10  | City National Tower                             |            | 213         | 52           | 1972 |
| 11  | Paul Hastings Tower                             |            | 213         | 52           | 1972 |
| 12  | The Ritz-Carlton Los Angeles                    |            | 203         | 54           | 2010 |
| 13  | Citigroup Center, nu FourFortyFour South Flower |            | 191         | 48           | 1979 |
| 14  | 611 Place                                       |            | 189         | 42           | 1967 |
| 15  | One California Plaza                            | -          | 176         | 42           | 1985 |
| 15= | Century Plaza Tower II                          |            | 174         | 44           | 1975 |
| 15= | Century Plaza Tower I                           |            | 174         | 44           | 1975 |
| 18  | KPMG Tower                                      |            | 171         | 45           | 1983 |
| 19  | Ernst & Young Plaza                             |            | 163         | 41           | 1985 |
| 20  | SunAmerica Center                               |            | 162         | 39           | 1990 |
| 21  | TCW Tower                                       |            | 158         | 39           | 1990 |
| 22  | Union Bank Plaza                                |            | 157         | 40           | 1968 |
| 23  | 10 Universal City Plaza                         |            | 154         | 36           | 1984 |
| 24  | 1100 Wilshire                                   |            | 151         | 35           | 1987 |
| 25  | Fox Plaza                                       |            | 150         | 34           | 1987 |
| 26  | Constellation Place                             |            | 150         | 35           | 2003 |
| 27  | The Century                                     |            | 146         | 42           | 2009 |
| 28  | ARCO Tower                                      |            | 141         | 33           | 1989 |
| 29= | Stadhuis Los Angeles                            |            | 138         | 32           | 1928 |
| 29= | Equitable Life Building                         |            | 138         | 34           | 1969 |
| 30  | AT&T Center                                     | -          | 138         | 32           | 1965 |
| 31  | PacBell Tower                                   |            | 137         | 17           | 1961 |
| 32  | 5900 Wilshire                                   |            | 135         | 32           | 1971 |
| 33  | Warner Center Plaza II                          |            | 126         | 25           | 1991 |
| 34  | MCI Center                                      |            | 126         | 33           | 1973 |